# Alba Fucens

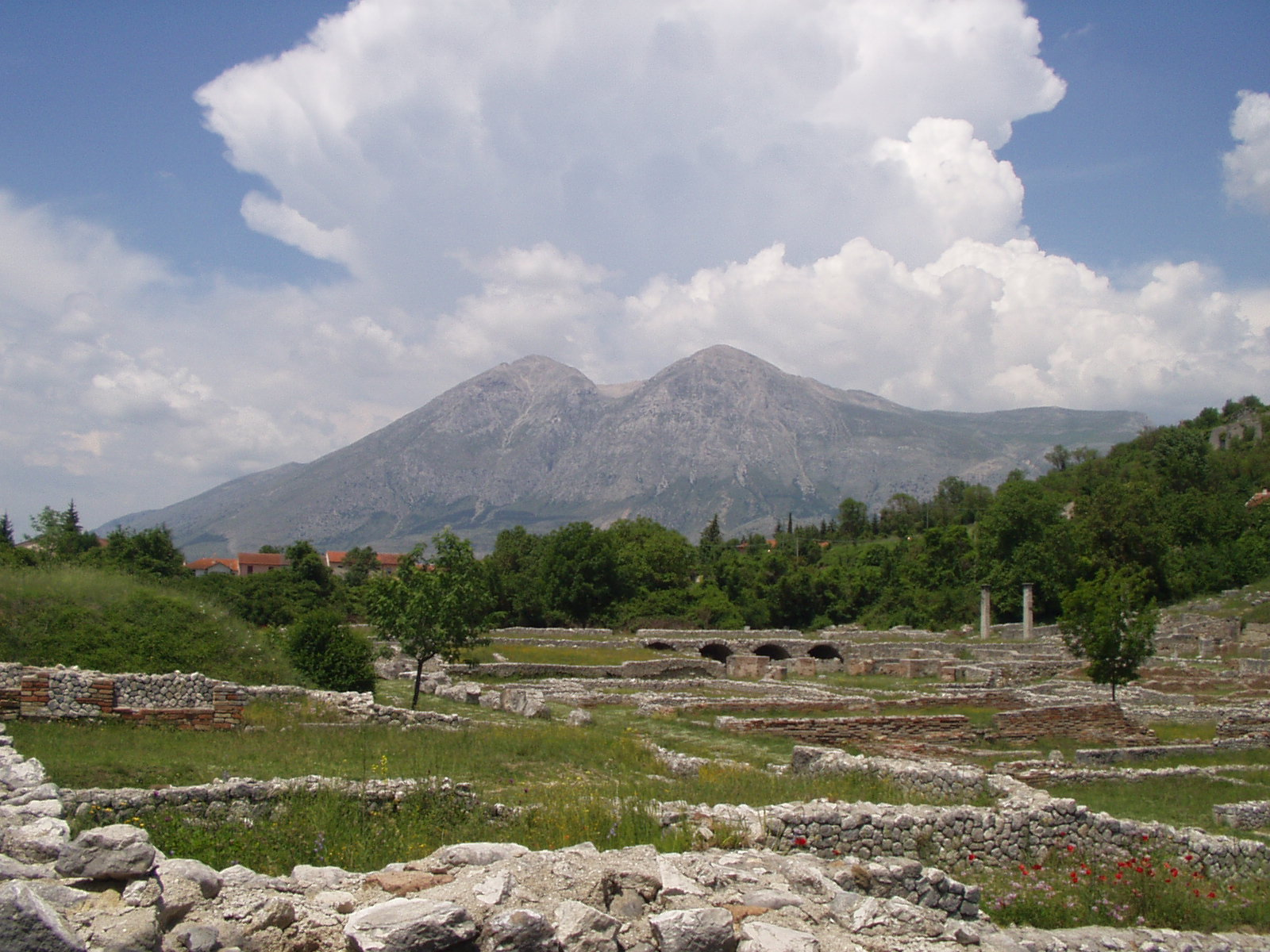
Monte Velino med Alba Fucens i förgrunden.

Alba Fucens var en stad under antiken. Staden var belägen vid foten av Monte Velino, 6,5 kilometer norr om Avezzano i den italienska regionen Abruzzo. Det finns lämningar kvar av staden och de återfinns i kommunen Massa d'Albe.
Alba Fucens grundlades av aequierna på gränsen mot marsernas område. Staden var av strategisk betydelse, och romarna gjorde den därför till koloni år 304 f.Kr. Staden låg precis norr om Via Valeria.
I det andra puniska kriget 218–201 f.Kr. var staden till en början på romarnas sida, men vägrade i ett senare skede att sända soldater och bestraffades för detta. Efter puniska kriget började man deportera viktiga fångar, bland andra Syphax, Perseus av Makedonien och arvernernas kung Bituitus, till Alba Fucens. 
Alba Fucens ställde sig på romarnas sida, mot bundsförvanterna, under bundsförvantskriget 91–88 f.Kr.
Utgrävningar av staden har pågått sedan 1949, och har frilagt stora delar av staden, bland annat hela stadskärnan. Stadens portar var designade för att exponera en attackerande armés högra sida.

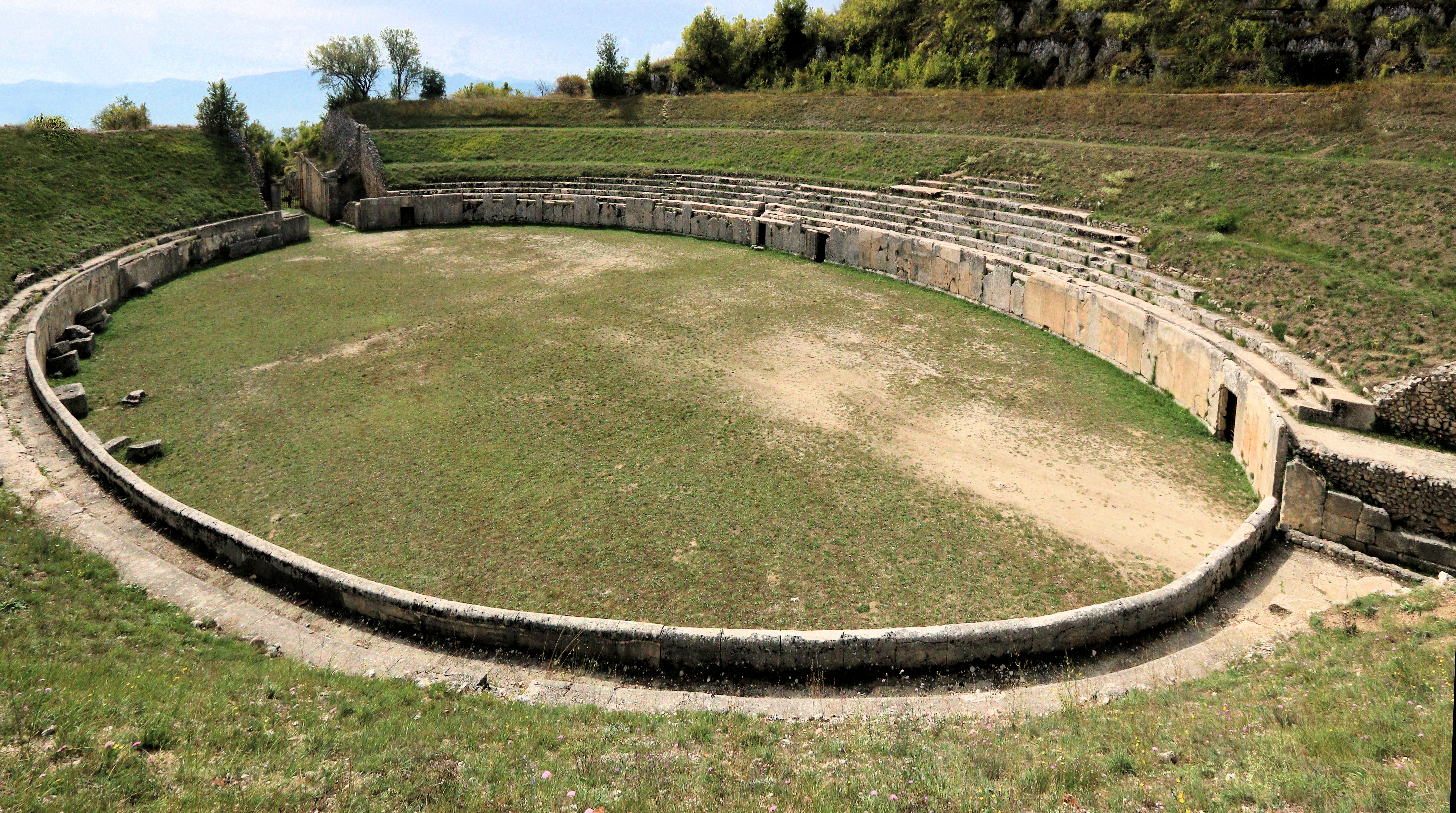
Amfiteatern i Alba Fucens.